# 博尔讷 (阿尔代什省)
博尔讷（法語：Borne，法語發音：[bɔʁn] ⓘ）是法国阿尔代什省的一个市镇，属于拉让蒂耶尔区。

## 地理
博尔讷（44°36'53"N, 4°0'56"E）面积32.01 平方千米，位于法国奥弗涅-罗讷-阿尔卑斯大区阿尔代什省，该省份为法国东南部内陆省份，北起顺时针与卢瓦尔省、伊泽尔省、德龙省、沃克吕兹省、加尔省、洛泽尔省和上盧瓦爾省接壤。
与博尔讷接壤的市镇（或旧市镇、城区）包括：阿斯泰、卢巴雷斯、迈尔、蒙塞尔格、萨布利耶尔、圣艾蒂安-德吕格达雷斯、拉苏什、瓦尔戈日、圣洛朗莱班-拉瓦勒多雷勒。
博尔讷的时区为UTC+01:00、UTC+02:00（夏令时）。

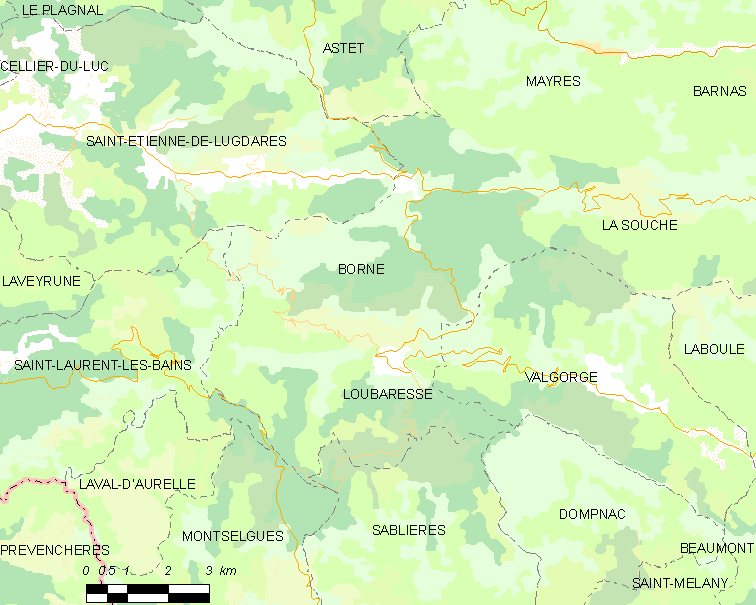
博尔讷的OSM定位图

## 行政
博尔讷的邮政编码为07590，INSEE市镇编码为07038。

## 政治
博尔讷所属的省级选区为上阿尔代什县。

## 人口

1962-2008年间博尔讷人口变化图示

博尔讷于2022年1月1日时的人口数量为45人。